# Fusion for Energy
Fusion for Energy (F4E) est une entreprise commune de la Communauté européenne de l'énergie atomique (Euratom) responsable de la contribution de l'UE au réacteur thermonucléaire expérimental international (ITER), le plus grand partenariat scientifique au monde visant à démontrer la fusion comme une source d'énergie viable et durable. L'organisation a été créée en vertu de l'article 45 du Traité instituant la Communauté européenne de l'énergie atomique par décision du Conseil de l'Union européenne du 27 mars 2007, pour une période de 35 ans.
F4E compte 450 collaborateurs. Son siège est situé à Barcelone, en Espagne. Elle possède également des bureaux à Saint-Paul-lès-Durance, en France, et à Garching, en Allemagne. L'une des principales tâches est de collaborer avec l'industrie européenne et les organismes de recherche pour développer et fournir une large gamme de composants de haute technologie pour le projet ITER.